# معاملة المثليين في روندونيا
يتمتع الاشخاص المثليون والمثليات ومزدوجو التوجه الجنسي والمتحولون جنسياً (اختصاراً: مجتمع الميم) في الولاية البرازيلية روندونيا بالحقوق القانونية ذاتها التي يتمتع بها غيرهم من المغايرين جنسيا.

## الاعتراف القانوني بالعلاقات المثلية
في 26 أبريل 2013، نشر مكتب العدل العام في ولاية روندونيا في الجريدة القضائية الإلكترونية، "القرار سي جي-008/2013"، الذي ينص على الزواج بين الأزواج المثليين وتحويل الاتحادات المستقرة إلى حالات زواج في سجلات التسجيل المدني في ولاية روندونيا.